# Geschiedenis van Wenen
Dit artikel behandelt de geschiedenis van Wenen.

## Voor 1250

Kaart van Vindobona in de 3e eeuw n.Chr.

In 15 v.Chr. stichtten de Romeinen op de plaats van de huidige binnenstad een militaire post tegen de Germanen met de naam Vindobona. Rond deze post groeide een stad. In 97 n. Ch. werd een Romeins fort gebouwd, dat tot in de vijfde eeuw door romeinse soldaten werd bewoond. Op het hoogtepunt in de tweede en derde eeuw telde Vindobona en omgeving ca. 30.000 bewoners.
In 433 werd Vindobona verwoest door de Hunnen.
Na de slag bij Pressburg (907) viel Wenen in de handen van de Magyaren. Dit zou pas in 955 veranderen toen keizer Otto I erin slaagde het gebied rond Wenen op te nemen in het Duitse rijk. De heerschappij over het nu meest oostelijke deel van zijn rijk gaf hij aan de uit Beieren afkomstige Leopold I uit het geslacht van de Babenbergers. Als in 1246 de kinderloze Frederik II bij de slag aan de Leitha tegen de Magyaren sterft, sterft ook het geslacht van de Babenbergers uit.
In 1221 kreeg Wenen stadsrechten en werd een stadsmuur opgetrokken. Daarna groeide de stad uit tot een belangrijk handelsknooppunt.

## Habsburgse rijk

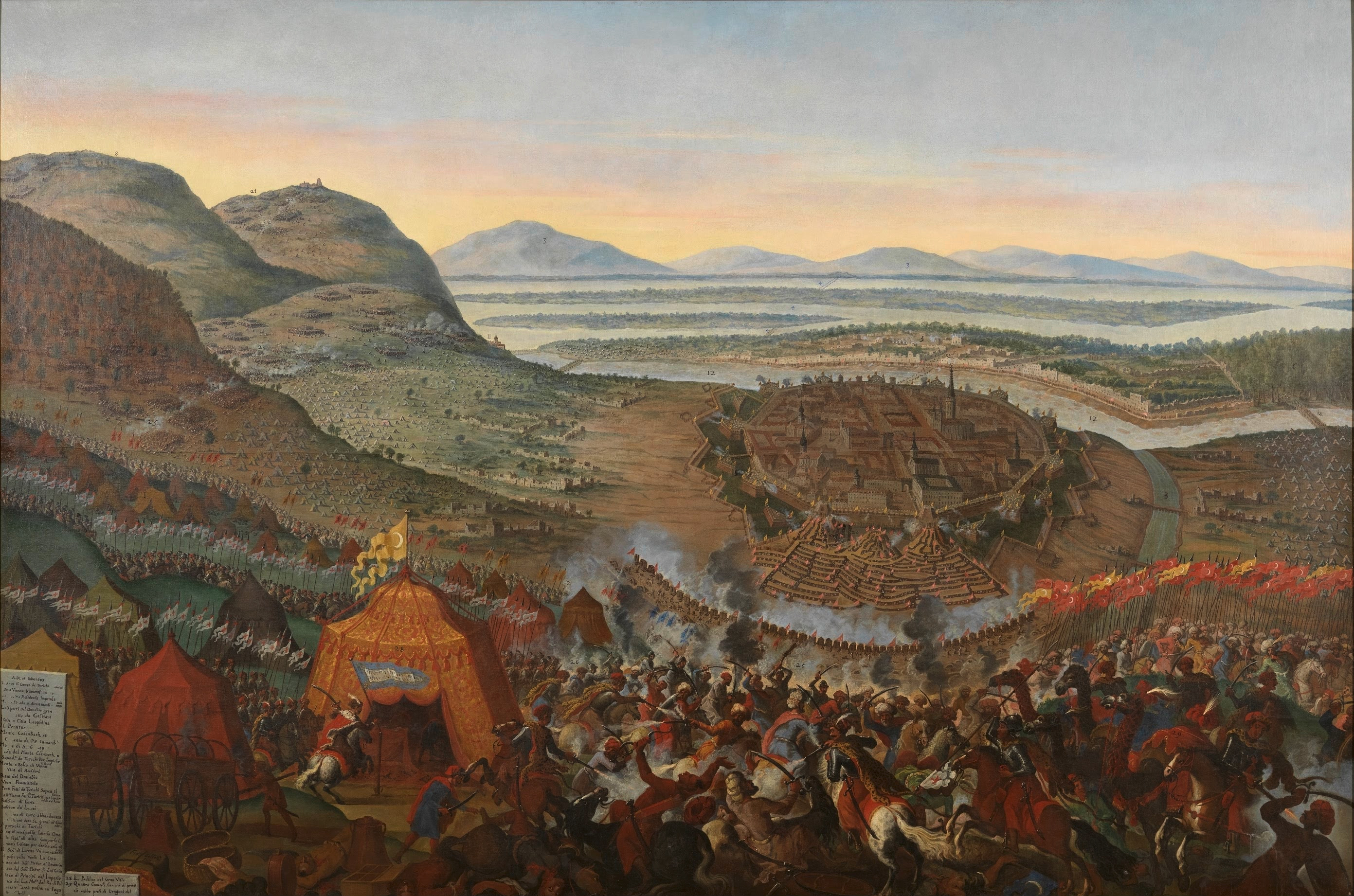
Het Beleg van Wenen (1683)

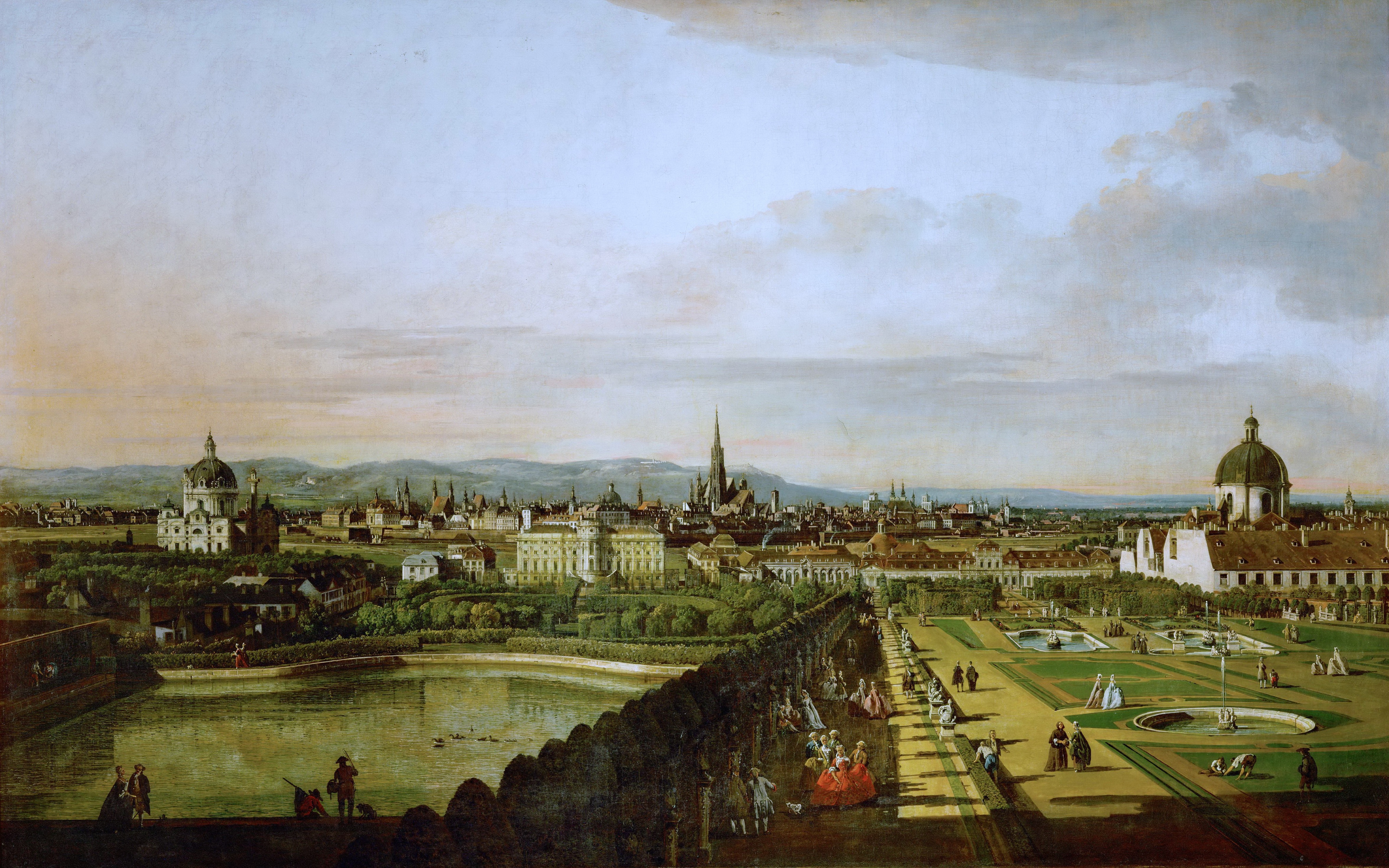
Wenen vanaf het Slot Belvedere, door Bernardo Canaletto, 1758

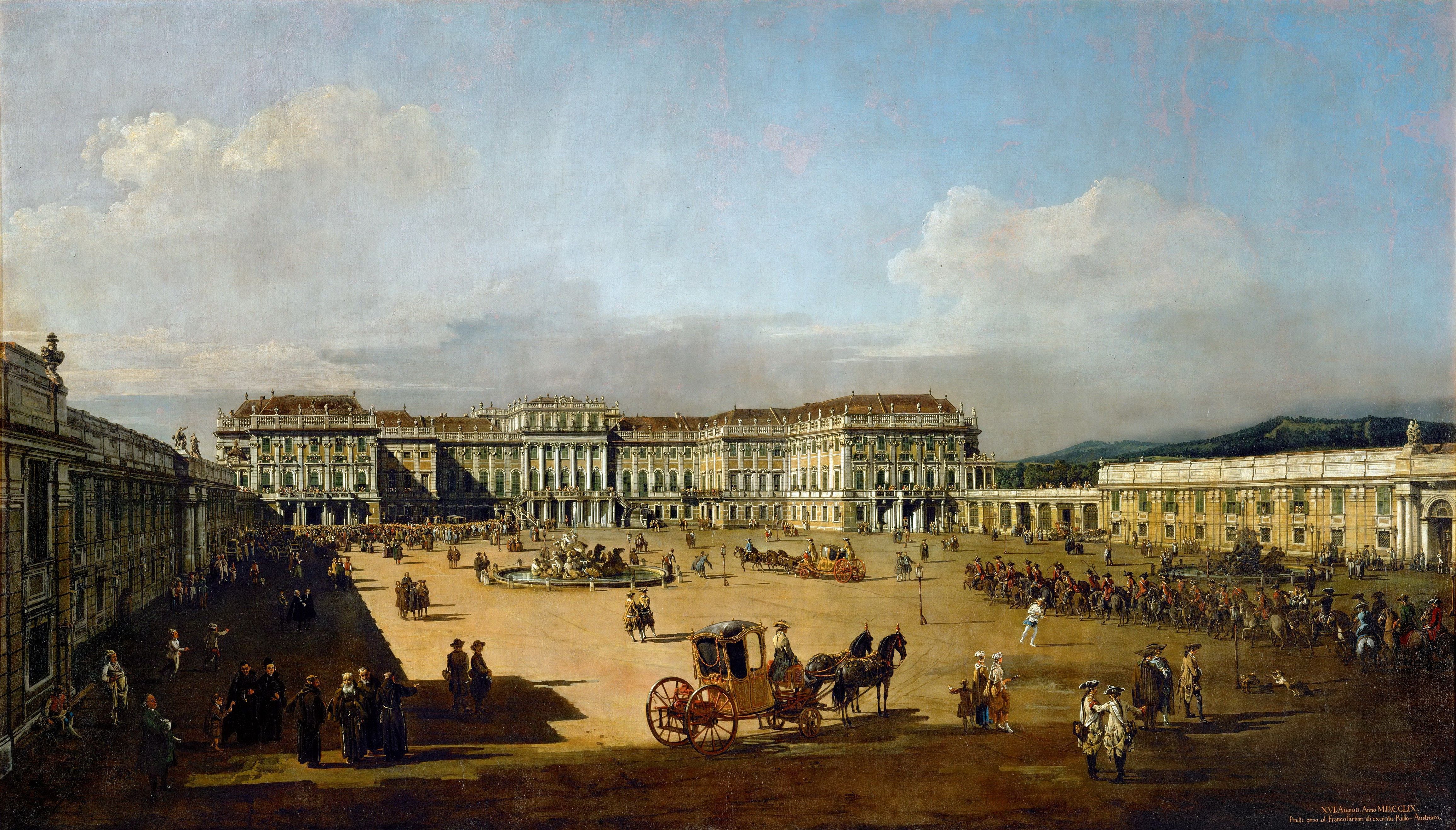
Schloss Schönbrunn, 1758, Bernardo Canaletto

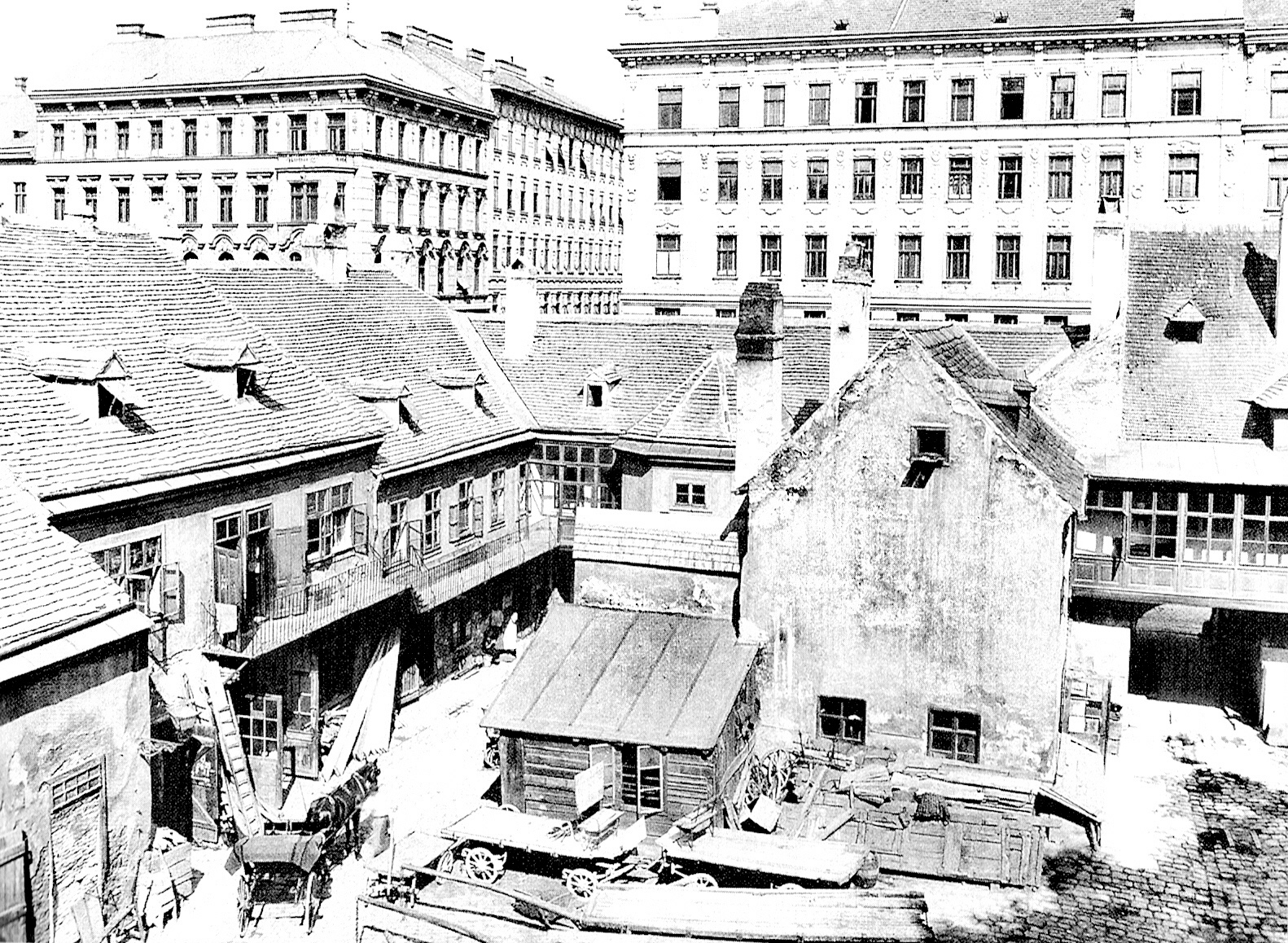
Het oude Wenen moest wijken voor nieuwbouw, rond 1900

In 1251 kwam koning Ottokar Premysl van Bohemen, gesteund door de Weense bevolking en adel naar Wenen. Doordat hij veel goeds heeft gedaan voor Wenen steunden ze hem voor de troon als Duitse koning. Het was echter Rudolf von Habsburg die als koning van Duitsland werd gekroond. Ottokar erkende Rudolf niet als koning. In 1276 had Rudolf von Habsburg zoveel macht naar zich toegetrokken, en had Ottokar zoveel macht verloren, dat bij vredesonderhandelingen Ottokar Rudolf moest erkennen als koning. In 1278 ging Ottokar over tot de aanval op Rudolf waarbij hij echter om het leven kwam. Hierdoor kwamen Wenen, Oostenrijk en Bohemen onder het huis van Habsburg.
In 1349 werd Wenen getroffen door de pest. Hertog Albrecht I vluchtte daarom naar Purkersdorf. Door de pest daalde het aantal inwoners van Wenen aanzienlijk. Hierdoor ontstond er een tekort aan arbeidskrachten, wat de lonen de hoogte injoeg. Men wees de joden aan als schuldigen voor de verspreiding van de pest. Albrecht nam de joden in zijn stad echter in bescherming. In 1541 volgde nog een pestepidemie, die het leven kostte aan 1/3 van de bevolking.
In 1421 vaardigde de hertog van Oostenrijk, Albrecht V, een decreet uit, dat de Joden van Wenen en andere steden het hertogdom moesten verlaten. De ca. 3.000 Joden van Wenen, die in de Joodse wijk rond het Judenplatz woonden, moesten de stad verlaten. Ca. 180 rijkere joden werden gevangengenomen en later gedood. De synagoge op het plein Judenplatz werd verwoest.
In 1438 werd hertog Albrecht V tot koning Albrecht II van het Duitse Rijk gekozen en werd Wenen de rijkshoofdstad. In 1469 werd Wenen bisschopszetel, en in 1526, toen Hongarije en Bohemen onder de heerschappij van de Habsburgers gekomen waren, werd Wenen keizersstad.
In 1529 werd Wenen voor de eerste maal belegerd door de Turken. De stad hield slechts met moeite stand, tot een uitbraak van de pest en de vrees voor een vroeg invallen van de winter de Turken tot de terugtocht dwongen. Het volgende jaar werden de stadsmuren vervangen door een moderne versterking naar Italiaans voorbeeld. Bastions en een stadsgracht beschermden de muren, en rond de stad werd een brede strook onbebouwd land aangelegd, de "Glacis", zodat de verdedigers vrij schootsveld hadden. De bouw aan deze nieuwe vestingwerken duurde tot in de 17e eeuw. Bij de tweede Turkse belegering in 1683 beschermden ze de stad twee maanden lang, totdat het Turkse leger wegens de komst van een ontzettingsleger, geleid door de Poolse koning Jan Sobieski, van de stad wegtrok en het beleg opnieuw onsuccesvol was geweest. Hiermee werd ook de groei van het Osmaanse Rijk tot staan gebracht.
Stad en omgeving waren zwaar getroffen maar werden enthousiast weer opgebouwd. Gedurende deze wederopbouw kreeg Wenen een sterk barok uiterlijk. Er werd vooral veel gebouwd in de vrijwel volledig vernielde voorsteden, die in 1704 een eigen ruim aangelegd verdedigingssysteem kregen, de "Linienwall".
Keizerin Maria Theresia liet paleis Schönbrunn bouwen en stimuleerde de muzikale ontwikkeling van de stad. Haar zoon en opvolger, keizer Jozef II, bouwde in 1784 het eerste algemene ziekenhuis van de stad (dat overigens nog steeds bestaat), opende het keizerlijk jachtgebied, het Prater, voor de bevolking en zette zich in voor godsdienstvrijheid. Hiermee veroverden zij de harten van de Weners.

## 19e eeuw
Gedurende de oorlogen met Frankrijk werd Wenen twee keer door Napoleon ingenomen, in 1805 en 1809. De eerste verovering was zonder strijd geweest: de Franse maarschalken kwamen met de witte vlag over de Taborbrug, toen de enige en sterk verdedigde Donaubrug, en overtuigden de Oostenrijkse bevelhebbers dat de oorlog reeds voorbij was. In tussentijd kon het Franse leger ongehinderd binnentrekken. De tweede verovering van Wenen daarentegen vond slechts na uitgebreid wapengeweld plaats. Kort daarna leed Napoleon bij Aspern zijn eerste grote nederlaag. Nadat Napoleon bij Leipzig (en later definitief bij Waterloo) verslagen was, vond in Wenen van 18 september 1814 tot 9 juni 1815 het congres van Wenen plaats, waarin de nieuwe grenzen en politieke verhoudingen in Europa werden vastgelegd. Rond het congres vonden vele sociale gelegenheden plaats, die Oostenrijk veel geld kostten.
De Februarirevolutie van 1848 had ook in Wenen haar weerslag. Op 13 maart brak vanuit de Herrengasse, direct naast de residentie van de keizer en de rijkskanselier Klemens von Metternich, de maartrevolutie uit. Keizer Ferdinand I en Metternich verlieten de stad en vanuit zijn ballingsoord kondigde Ferdinand zijn aftreden ten gunste van zijn neef Frans Jozef I af.
Franz Josef luidde een nieuw tijdperk voor de stad in. De Linienwall, de oude stadswal, werd afgebroken, waardoor de stad verder kon uitbreiden. Daarbuiten verrezen grauwe huurkazernes, die door de sterke immigratie uit de andere kroonlanden toch veelgevraagd en dus duur waren.
Het inwonertal steeg tot recordhoogte en aan het einde van de eeuw was Wenen de vijfde stad in de wereld. In 1910 telde de stad 2.031.000 inwoners. Het neerhalen van de stadswallen had ook tot gevolg dat een grote ringstraat, de Ringstraße,  werd aangelegd met daarlangs de belangrijkste openbare gebouwen. Parlement, raadhuis, universiteit, beursgebouw, opera, theaters, kerken, stadsparken en ministeries werden gebouwd.

## Eerste Wereldoorlog en Eerste Republiek
Gedurende de Eerste Wereldoorlog werd Wenen weliswaar niet direct bedreigd, maar de economische blokkade van de Centralen leidde tot een gebrek aan vooral voedingsmiddelen en kleding. Het einde van de Eerste Wereldoorlog was ook het einde van de Oostenrijks-Hongaarse monarchie. Op 12 november 1918 werd de Republiek Duits-Oostenrijk uitgeroepen en keizer Karel I vertrok naar Zwitserland. De geallieerden besloten tijdens de Vrede van Versailles echter dat Oostenrijk een klein land moest worden, dat het geen bondgenootschap met Duitsland mocht hebben en zo ontstond de Republiek Oostenrijk. Wenen was nu eigenlijk te groot geworden voor de kleinere staat, en werd daarom, en om de daarmee verbonden belastingen, vaak "waterhoofd" genoemd.
In 1921 werd Wenen van het omringende Neder-Oostenrijk afgescheiden, en het werd een aparte bondsstaat. Politiek werd het beheerst door de socialisten. De slechte economische situatie leidde echter tot politieke radicalisering en polarisering. Aan socialistische zijde ontstond de Republikanischer Schutzbund, een goed georganiseerde en uitgeruste paramilitaire organisatie. Aan de andere kant stond de Heimwehr, dat als tegenhanger van de arbeidsbeweging ook door de industriëlen werd ondersteund. Deze laatste vielen uiteen in een monarchistische en een Duits-nationalistische vleugel.
De brand van het Paleis van Justitie in 1927, het instorten van een van de grootste banken van het land en uiteindelijk de ontbinding van het parlement in 1933 markeerden de weg naar de burgeroorlog in februari 1934. Nadat Engelbert Dollfuss, sinds 1932 bondskanselier en minister van buitenlandse zaken, al in 1933 de NSDAP, de Communistische partij en de Republikanische Schutzbund verboden had, trof dit verbod na februari 1934 ook de sociaaldemocratische partij. Alleen het Vaterländische Front was nog toegestaan. Hij veranderde Oostenrijk in een autoritaire standenstaat en regeerde door middel van noodverordening. Voor de werkverschaffing werden een aantal grote stratenbouwprojecten doorgevoerd, zoals de straat over de Kahlenberg.

## Derde Rijk

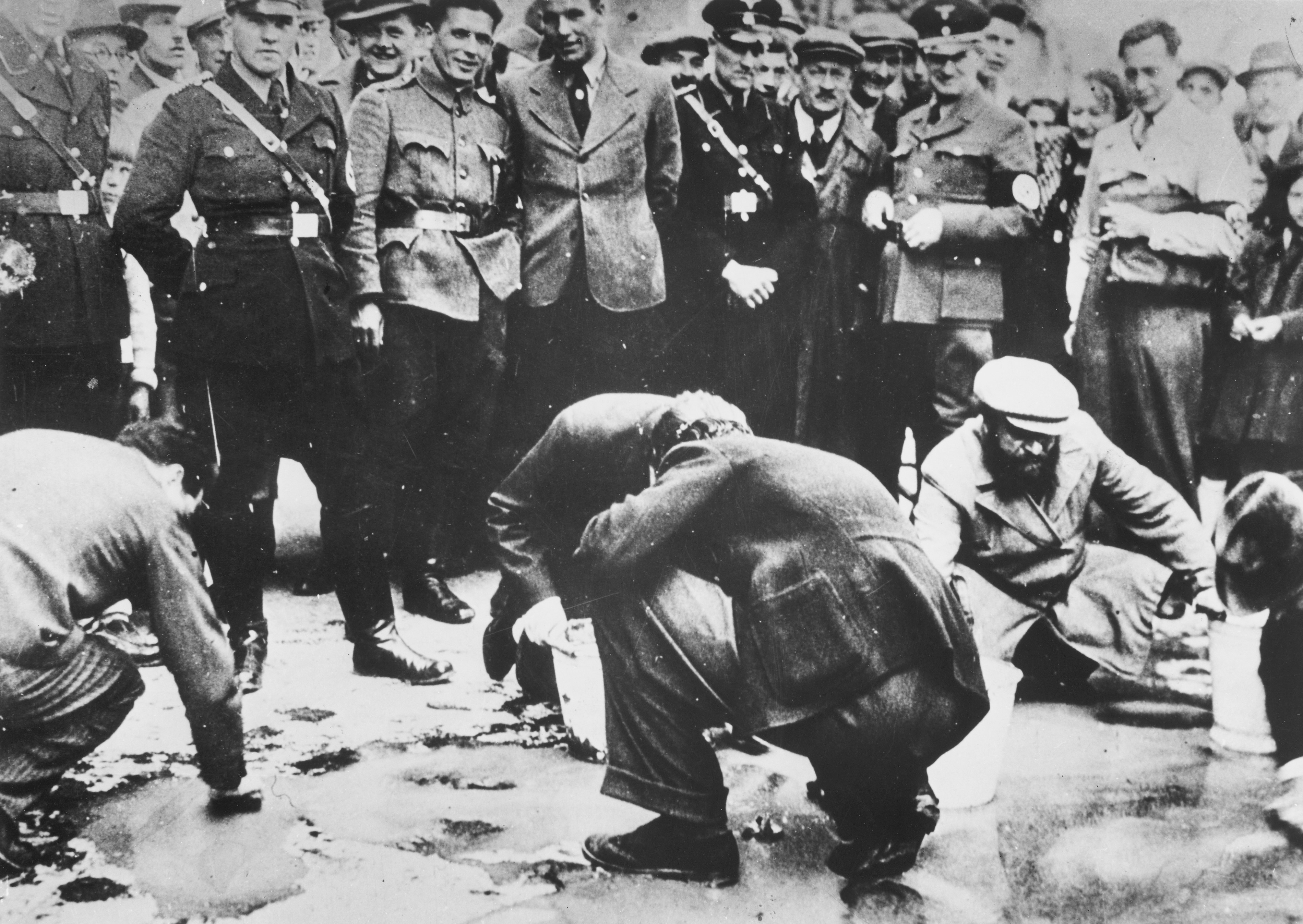
Direct na de Anschluss werden de Weense joden gedwongen de straten te poetsen

Op 25 juli 1934 trachtten de nationaalsocialisten een staatsgreep te plegen. 154 als politieagenten vermomde SS'ers bestormden het bureau van bondskanselier Dollfuß en schoten hem neer. Daarna verspreidden zij het valse bericht dat deze de regeringsverantwoordelijkheid aan A. Rintelen had overgedragen. Hiermee begon een nationaalsocialistische opstand in geheel Oostenrijk, die echter enige dagen later neergeslagen werd. De overwinning op het nationaalsocialisme was echter maar tijdelijk. Oostenrijk werd omringd door de fascistische staten Duitsland en Italië, en kon steeds moeilijker standhouden tegen de politieke en economische druk. Op 12 februari 1938 dwong Adolf Hitler de Oostenrijkse bondskanselier Kurt von Schuschnigg een overeenkomst te sluiten, waarin het verbod op de nationaalsocialistische partij werd opgeheven, de partij in de regering werd opgenomen, en daarbij het ministerie van Binnenlandse Zaken, en daarmee dus de controle over de politie kreeg. Om de hierdoor voorbereide machtsovername te verhinderen, kondigde Schuschnigg voor 9 maart een referendum aan. Problemen in de stemmingsvoorbereiding gaven echter Hitler een voorwendsel om dit te verhinderen. Hij stelde een ultimatum op, dat de machtsovergave aan de nationaalsocialisten vorderde en dreigde met de intocht van Duitse troepen in Oostenrijk. Omdat de bondspresident weigerde een nationaalsocialistische opvolger te benoemen, volgde op 12 maart de invasie. De Oostenrijkers boden geen weerstand, en de bevolking jubelde de Duitse Wehrmacht zelfs toe. Op de volgende dag werd de "Anschluss" aan Hitler-Duitsland verkondigd.
De anti-Joodse politiek van de nazi's viel in Wenen, waar het antisemitisme al eeuwen oud was en sinds het begin van de 20e eeuw toegenomen was, in goede aarde. In de Kristallnacht op 9 november 1938 werden de synagoges, niet alleen religieuze maar ook sociale centra in het Joodse leven, verwoest. Naast de Jodenvervolging speelde Wenen een centrale rol in de moord op zwakbegaafden door de nazi's. Vanuit het hele rijk voerden de nazi's kinderen naar ziekenhuis Am Spiegelgrund, waar ze werden vermoord. Wenen werd ook het slachtoffer van het oorlogsgeweld door de bombardementen van 1944 en 1945, alsook de gevechten tijdens de verovering van Wenen door de Sovjettroepen. Het Tweede Oekraïense XIIIe leger begon op 13 maart 1945 met de bevrijding van Wenen van zijn Duitse bezetting. In april 1945 richtte het Sovjet-leger grote vernielingen aan in de stad. Desondanks zijn vele historische gebouwen bewaard gebleven. De vernielde gebouwen werden na de oorlog grotendeels herbouwd. Onder druk van de Russen werd een herdenkingsmonument opgericht in de stad, tot groot ongenoegen van de Weners zelf. Het gedenkteken staat aan het kruispunt van Am Heumarkt, de Rennweg en de Prinz Eugenstrasse, vanwaar op 13 maart 1945 de aanval op de stad gericht werd.

## Tweede Republiek

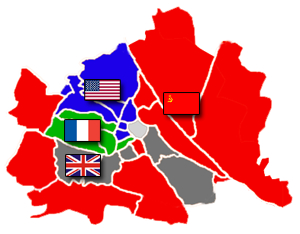
Geallieerde bezettingszones in Wenen van 1945 tot 1955

Reeds kort na het einde van de gevechten werd een provisorische stadsregering en stadsbestuur opgericht. Ook de politieke partijen werden opnieuw gevormd. Op 29 april werd het Parlementsgebouw door de bezetters aan de nieuwe regering overgegeven en Karl Renner verkondigde het herstel van de democratische Republiek Oostenrijk. Kort na het einde van de oorlog (in april 1945) werd een provisorische gemeenteraad ingesteld. In november werden de eerste gemeenteraadsverkiezingen gehouden. Van de 100 zetels kreeg de socialistische partij (SPÖ) er 58, de volkspartij (ÖVP) 36 en de communistische partij (KPÖ) 6.
Al in 1946 werd het zogenaamde "Gebietsänderungsgesetz" besloten, dat de stadsuitbreiding van 1938 weer ongedaan maakte, maar een veto door de bezettingsmacht verhinderde de uitvoer ervan tot 1954. Slechts twee districten die voor 1938 geen onderdeel van Wenen hadden uitgemaakt, werden deel van de staat: district XXII Donaustadt ten noorden van de Donau en district XXIII Liesing in het zuiden. Op 15 mei 1955 werd het "Oostenrijkse Staatsverdrag" gesloten, waarbij Oostenrijk weer een onafhankelijk land werd. Zowel de Russische nationalisatie van delen van de industrie als het Amerikaanse Marshallplan waren een hulp in de economische wederopbouw van de stad.
Aan het eind van de 20e eeuw kreeg Wenen een "skyline" door de bouw van twee wolkenkrabbers, de Andromeda-Tower en de Millennium Tower, aan de beide oevers van de Donau. Hun bouw, en het geplande station "Wien Mitte" bedreigden de status van de binnenstad als Werelderfgoed, en werden daarom heftig bediscussieerd.
Amsterdam · Andorra la Vella · Athene · Belgrado · Berlijn · Bern · Boedapest · Boekarest · Bratislava · Brussel · Chisinau · Dublin · Helsinki · Kiev · Kopenhagen · Ljubljana · Londen · Lissabon · Luxemburg · Madrid · Minsk · Monaco · Moskou · Nicosia · Oslo · Parijs · Podgorica · Praag · Pristina · Reykjavik · Riga · Rome · San Marino · Sarajevo · Skopje · Sofia · Stockholm · Tallinn · Tirana · Valletta · Vaticaanstad · Vaduz · Vilnius · Warschau · Wenen · Zagreb